# Wyspa Sobieszewska (ostrov)
Wyspa Sobieszewska (Soběševský ostrov), součást stejnojmenné gdaňského městského obvodu v Pomořském vojvodství v severním Polsku. Je to největší ostrov v říční deltě veletoku Visla na pobřeží Gdaňského zálivu Baltského moře. Má tvar „nepravidelného křivočarého čtyřúhelníku“. Ostrov získal název podle místního sídla a střediska Sobieszewo.

## Geografie a příroda

### Vodstvo
Říční a zároveň i mořský ostrov patří do povodí Visly a úmoří Baltského moře. Samotný ostrov vznikl převážně úpravou koryta řeky lidmi v 19. století. Je obklopen:
- ze severu Gdaňským zálivem,
- z jihu ramenem Visly nazvaným Martwa Wisła,
- z východu překopem (vodním kanálem) a centrálním ramenem Przekop Wisły řeky Visla,
- ze západu ramenem Visly nazvaným Wisła Śmiała s jezery Jezioro Ptasi Raj a Jezioro Karaś.

Wyspa Sobieszewska je „prokopána“ četnými malými vodními kanály.

### Příroda
Wyspa Sobieszewska nabízí poměrně rozmanité přírodní biotopy, což je z velké části způsobeno deltou a blzkostí mořei. Nachází se zde přímořské písečné pláže, písečné duny, louky, zemědělská půda, rybníky, přímořská jezera, rozsáhlé rákosiny, vodní kanály, borové lesy, smíšené lesy, mladé lesy a umělé výsadby tvořící vrbové a olšové houštiny. Každý z těchto biotopů má specifickou flóru a faunu. Na ostrově žije téměř 500 druhů rostlin a více než 300 druhů obratlovců a občasně lze u mořského pobřeží spatřit i tuleně. Největším přírodním bohatstvím ostrova jsou však ptáci. Bylo zde nalezeno téměř 300 druhů. Nachází se zde 2 pobřežní přírodní rezervace na východě Rezerwat Przyrody Ptasi Raj (založená v roce 1959) a na severovýchodě Rezerwat przyrody Mewia Łacha (založená v roce 1991, patřící do soustavy chráněných území Natura 2000). Obě rezervace jsou známé především četnými ptačími populacemi.

### Geologie a geomorfologie
Wyspa Sobieszewska je tvořena je písečnými přesypy (rozsáhlými písečnými dunami). Vznikla eolickými procesy z nahromaděných písků ledovce z doby ledové a následně působením mořských vln a hlavně větru. Nachází se v geomorfologických celcích Mierzeja Wiślana (severní část) a Żuławy Wiślane (jižní část) patřících do geomorfologické oblasti Pobrzeże Gdańskie z geomorfologické subprovincie Jihobaltské pobřeží. Pro Wyspu Sobieszewskou, podobně jako okolní pobřežní oblasti, je typická souvislá pobřežní, převážně písečná, bariéra, která chrání pevninu před silnými mořskými vlnami.

### Osídlení
Osídlení je, vzhledem k možnostem povodní, především v centrálním pásu ostrova. Největším sídlem je Sobieszewo. Další informace jsou v článku o celém gdaňském obvodu Wyspa Sobieszewska.

### Doprava
Doprava na ostrov je možná přes 2 mosty, loděmi a případně i přes sezonní přívozové spojení z Mikoszewa do Świbna.  Další informace jsou v článku o celém gdaňském obvodu Wyspa Sobieszewska.

## Další informace
Ostrov je využíván také turisticky. Jsou zde dlouhé písečné pláže, turistické trasy a cyklotrasy, např. Wiślana Trasa Rowerowa.

## Galerie

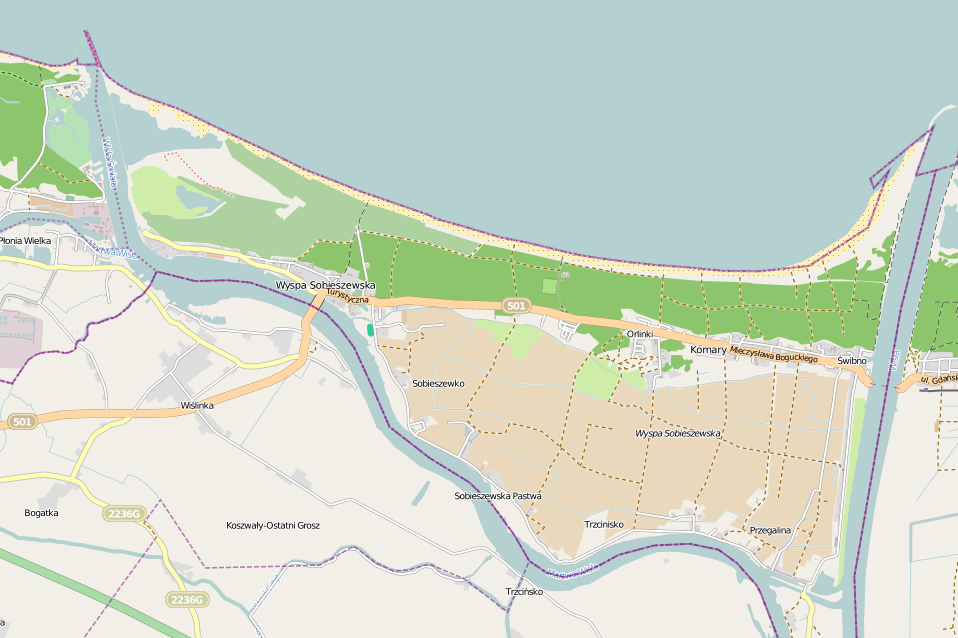
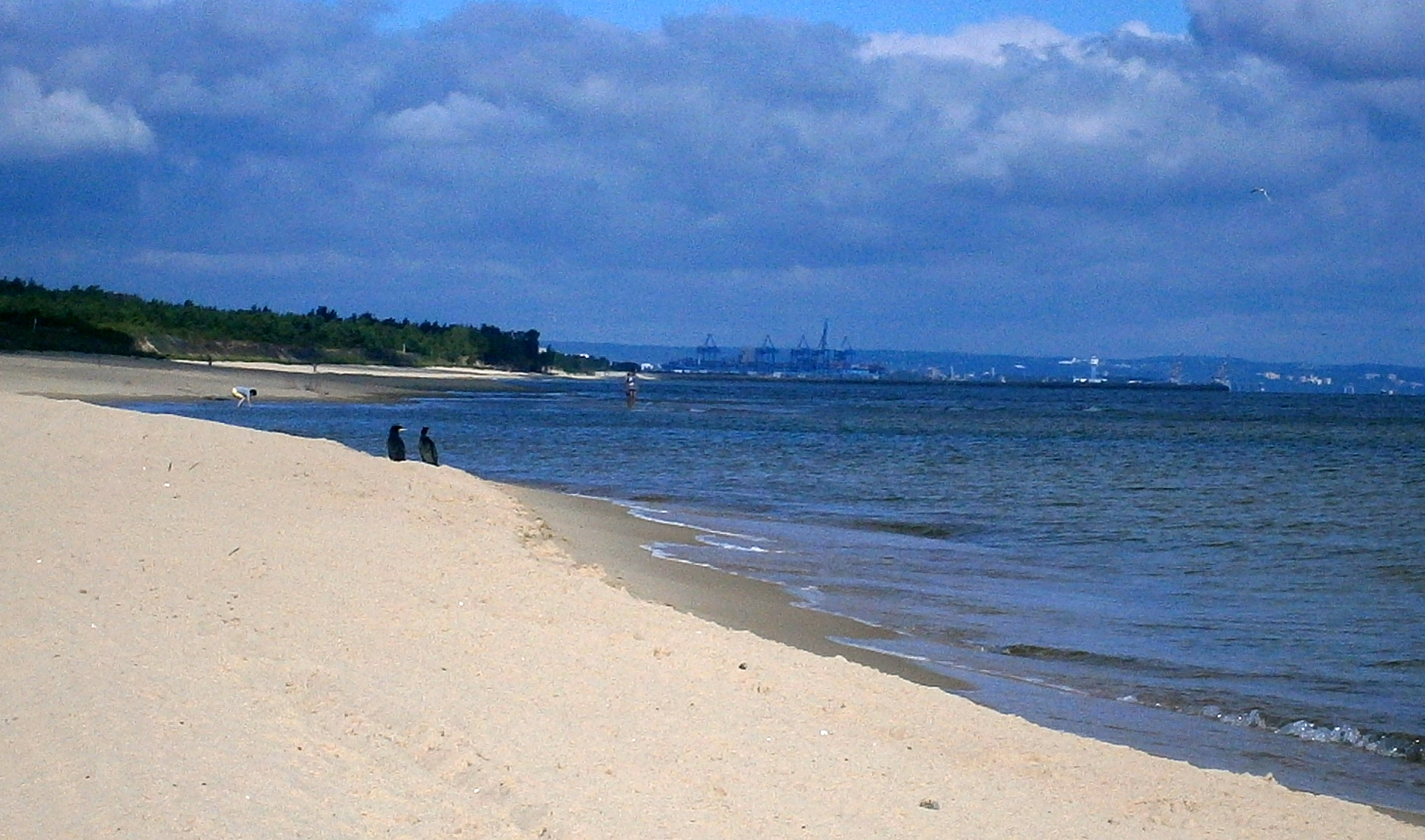
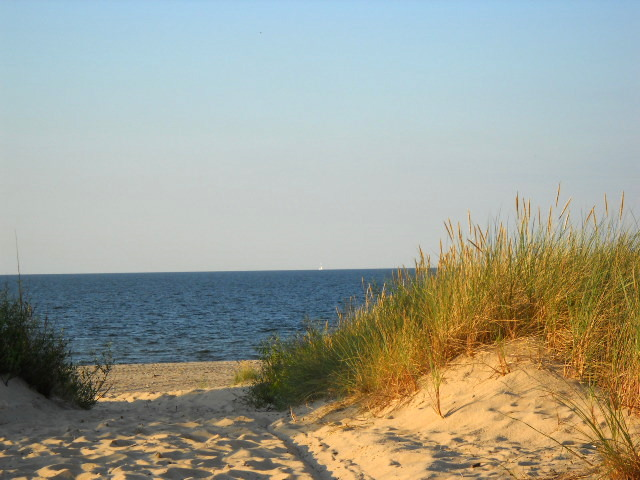